# Powiat Wolfsberg
Powiat Wolfsberg (niem. Bezirk Wolfsberg) – powiat w Austrii, w kraju związkowym Karyntia. Siedziba powiatu znajduje się w mieście Wolfsbergu.

## Geografia
Powiat leży w całkowicie Alpach Centralnych, w Lavanttaler Alpen. Największą rzeką przepływającą przez powiat jest Drawa i Lavant tworząca dolinę Lavanttal. Do doliny spływają mniejsze rzeki biorące swoje źródło na zachodzie w grupie Saualpen.
Powiat Wolfsberg graniczy z następującymi powiatami: na północy Judenburg i Voitsberg, na wschodzie Deutschlandsberg (wszystkie w kraju związkowym Styrii), na południowym wschodzie Völkermarkt, na wschodzie Sankt Veit an der Glan. Na południu powiat posiada krótką granicę ze Słowenią

## Transport
Przez teren powiatu przebiega Süd Autobahn oraz drogi krajowe: B69 (Südsteirische Grenz Straße), B70 (Packer Straße, z B70a i B70b), B78 (Obdacher Straße), B80 (Lavamünder Straße) i B81 (Bleiburger Straße).
Na granicy ze Słowenią znajduje się jedno drogowe przejście graniczne Lavamünd-Vič.
Przez powiat przechodzą również linie kolejowe Klagenfurt am Wörthersee-St. Paul im Lavanttal, która łączy się z linią kolejową Lavamünd-Zeltweg. Najbliższe porty lotnicze znajdują się w Klagenfurt am Wörthersee i Grazu.

## Podział administracyjny
Powiat podzielony jest na dziewięć gmin, w tym trzy gminy miejskie (Stadt), cztery gminy targowe (Marktgemeinde) oraz dwie gminy wiejskie (Gemeinde).
| Miasta 1. Bad St. Leonhard im Lavanttal (4289) 2. Sankt Andrä (9839) 3. Wolfsberg (25 133) Gminy targowe 1. Frantschach-Sankt Gertraud (2472) 2. Lavamünd (2829) 3. Reichenfels (1730) 4. Sankt Paul im Lavanttal (3179) | Gminy 1. Preitenegg (904) 2. Sankt Georgen im Lavanttal (1908) |
| (stan liczby mieszkańców na 15 maja 2001) |                                                                |